# Wren Sinclair
Madison Dombkowski (nascida em 5 de fevereiro de 1995) é uma lutadora profissional americana atualmente contratada pela WWE, onde atua sob o nome no ringue Wren Sinclair na marca NXT. Ela era anteriormente conhecida pelo nome de ringue Madi Wrenkowski, onde trabalhou para a National Wrestling Alliance (NWA) e fez aparições na All Elite Wrestling (AEW).

## Carreira de wrestling profissional

### Início de carreira (2019–2023)
Dombkowski fez sua estreia no wrestling profissional em 18 de outubro de 2019 pela Mission Pro Wrestling sob o nome de ringue Madi Wrenkowski, perdendo para Jazz. De 2020 a 2022, Wrenkowski fez aparições em All Elite Wrestling (AEW) principalmente em AEW Dark e AEW Dark: Elevation onde foi usada como talento. Ela também trabalhou para a National Wrestling Alliance (NWA) de 2021 a 2023, onde conquistou metade do NWA Women's Tag Team Championship como parte do M95 com Missa Kate.

### WWE (2023-presente)
Em 21 de dezembro de 2023, foi relatado que Wrenkowski havia assinado com a WWE. Ela fez sua estreia em 16 de janeiro de 2024 no episódio do NXT como face sob o nome de ringue Wren Sinclair, onde ela substituiu Cora Jade em um NXT Women's Championship Batalha real da concorrente nº 1, eliminando Lash Legend, mas foi eliminada por Kiana James. Na semana seguinte, Sinclair teve sua primeira luta de simples na televisão perdendo para Lash Legend e foi atacada por Legend e Jakara Jackson até que Fallon Henley saiu correndo e salvou Sinclair. No episódio de 6 de fevereiro do NXT, Sinclair se juntou a Henley em uma derrota para Legend e Jackson. Depois que Sinclair foi emboscada por Roxanne Perez nos bastidores do episódio de 13 de fevereiro do NXT, ela lutou com Perez na semana seguinte, mas foi derrotada.

## Campeonatos e conquistas
- National Wrestling Alliance
  - NWA World Women's Tag Team Championship (1 vez) – com Missa Kate
  - NWA Champions Series Winner (2023) – com Chris Adonis, Dak Draper, Mims, Alex Taylor, Taya Valkyrie & La Rosa Negra
- Mission Pro Wrestling
  - MPW Tag Team Championship (1 vez) – com Rache Chanel
- Premier Pro Wrestling
  - PPW Women's Championship (1 vez)
- River City Wrestling
  - RCW Women's Championship (2 vezes)